# Polens demografi
Polens demografi inkluderar befolkningstäthet, etnicitet, utbildningsnivå, befolkningens hälsa, ekonomisk status, religion och andra aspekter om befolkningen.
Den 31 december 2023 var Polens befolkning mellan 36,6 till 37,6 miljoner beroende på mätmetod. Befolkningen har minskat under en längre tid och andelen av befolkningen i städer likaså.